# Richard Manitoba
Richard Blum, noto anche con lo pseudonimo di Richard "Handsome Dick" Manitoba (New York, 29 gennaio 1954), è un cantante statunitense noto per essere stato il cantante di Dictators, Manitoba's Wild Kingdom, e successivamente MC5.

## Discografia

### Con i Dictators
- Go Girl Crazy! (1975)
- Manifest Destiny (1977)
- Bloodbrothers (1978)
- Fuck 'Em If They Can't Take a Joke (ROIR, 1981)
- The Dictators Live, New York, New York (ROIR, 1998)
- D.F.F.D. (2001)
- Viva Dictators (2005)
- Every Day Is Saturday (2007)

### Manitoba's Wild Kingdom
- Mondo New York Soundtrack (1988)
- ...And You? (1990)